# Ekonomika Kolumbie

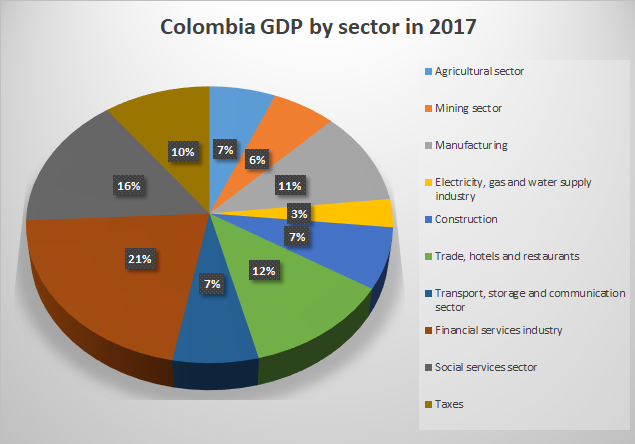
Kolumbijské HDP v roce 2017

Ekonomika Kolumbie je podle hrubého domácího produktu čtvrtou největší ekonomikou Latinské Ameriky. V roce 1990 činilo její HDP 120 miliard amerických dolarů (1500 USD na osobu) a chudoba postihovala 65 % obyvatel, zatímco v roce 2018 se její HDP zvedlo na 750 miliard amerických dolarů a na hranici chudoby se pohybovalo 27 % populace.

## Historie

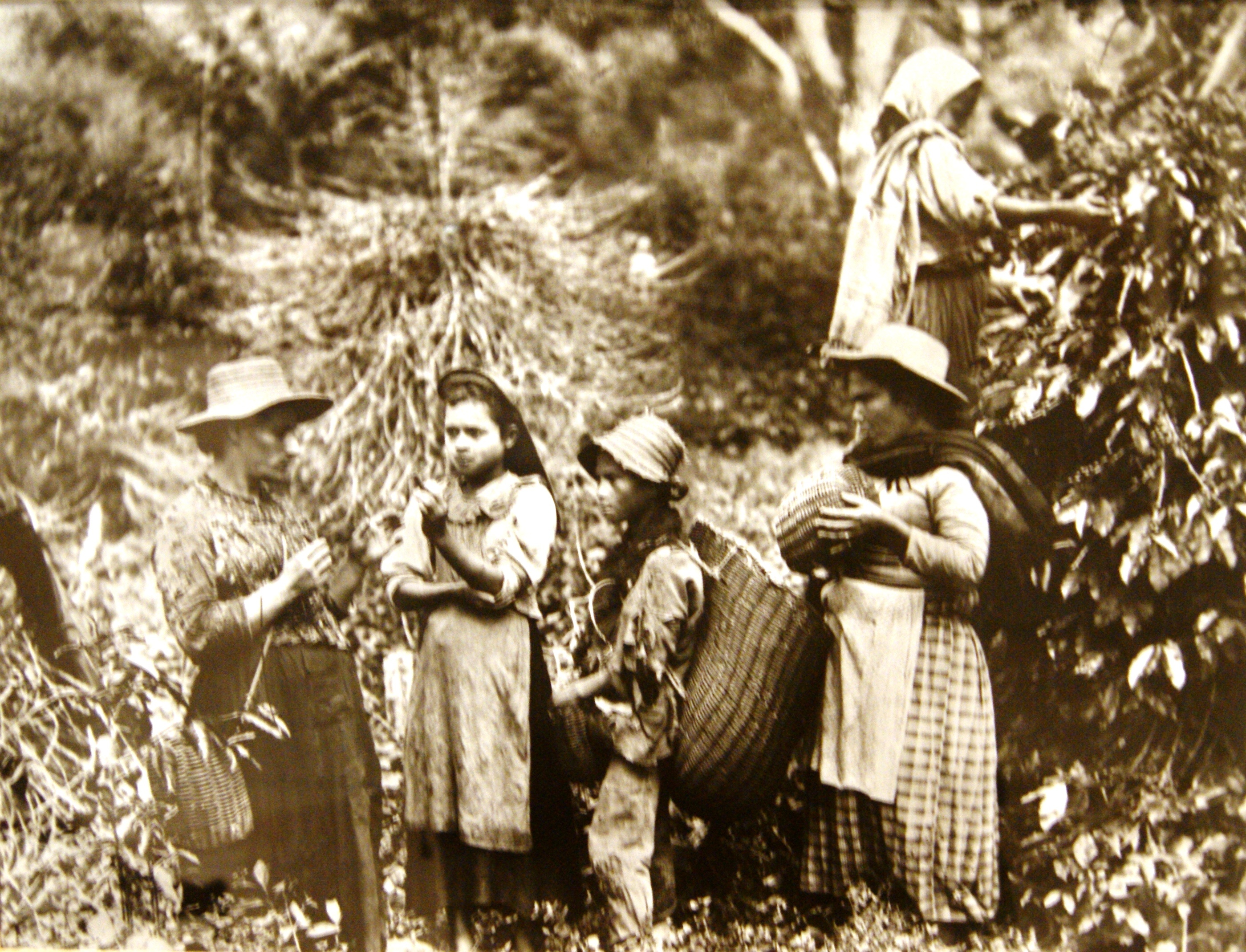
Hermanos Rodríguez - Las Chapoleras 1910

Během 16. a 17. století fungovala Kolumbie pod správou Španělska jako jeho zámořská kolonie. Její ekonomice dominoval obchod s otroky a těžba cenných kovů. Stejně jako většina ostatních kolonii si i Kolumbie ponechávala zemědělský charakter poměrně dlouho. Tou dobou[kdy?] došlo rovněž ke stavbě přístavu Cartagena  – obchodního centra země. Velká změna přišla s nárůstem poptávky po kávě a tabáku.
V Kolumbii vznikaly rozsáhlé plantáže a v průběhu 19. století se z kávy stala dominantní obchodní komodita, dosahující roku 1898 až 50 % kolumbijského exportu.
Šedesátá a sedmdesátá léta 19. století se vyznačovala nastolením velmi liberálního vztahu státu a soukromé sféry, stejně jako rozsáhlou výstavbou železničních tratí. Konzervativní ústava roku 1886 však od liberálního trendu částečně ustoupila. Roku 1899 srazila kolumbijskou ekonomiku občanská válka, která způsobila ochromení obchodu s kávou. Situace v zemi se uklidnila až v roce 1910, kdy rovněž došlo k zákazu užívání papírových peněz.
Období 1930–1946, nazývané jako období liberální republiky, přineslo rozsáhlé sociální reformy a komplexní orientaci ekonomiky k levicovým idejím. Koncem čtyřicátých let Kolumbie vstoupila do éry násilí, uzurpace moci nestátními aktéry a ekonomické nestability, která přetrvávala až do začátku nového milénia. V osmdesátých letech však země zažila zlatou éru svého obchodu s ropou, jakožto hlavním vývozním artiklem, který se stal pro Kolumbii významným již po roce 1918. Nedílnou součástí černé ekonomiky země se v tomto období stal obchod s kokainem.
K roku 2021 byla Kolumbie členským státem řady mezinárodních (nejen) ekonomických organizací, např. OECD, Andské společenství a Pacifická aliance. Dohodu o volném obchodu měla k lednu 2021 s drtivou většinou zemí Latinské Ameriky a Karibiku, USA, Kanadou, EFTA, EU, Jižní Koreou, Izraelem.

## Zemědělství v Kolumbii

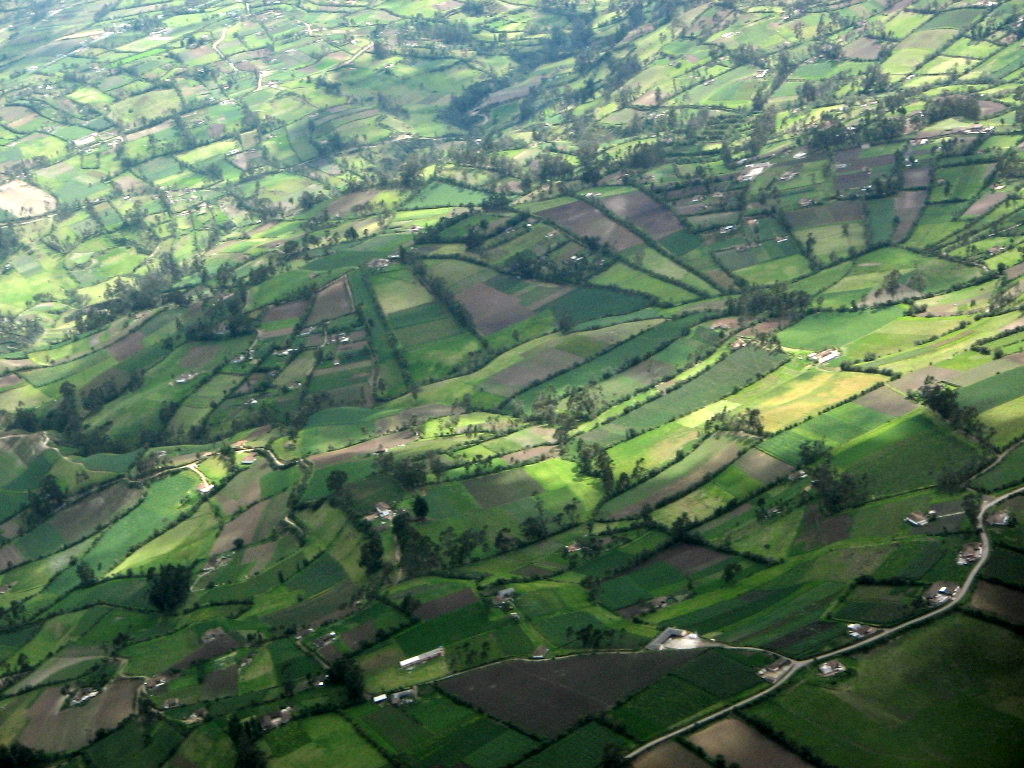
Fotografie regionu Ipiales

Ekonomika Kolumbie silně závisí na vývozu energie a na těžbě, takže je její ekonomie citlivá na kolísání cen komodit. Je 4. největším producentem ropy v Latinské Americe, 4. největším producentem uhlí na světě, třetím největším vývozcem kávy a druhým největším vývozcem řezaných květin.
Rozvoj zemědělství a těžby v Kolumbii se liší region od regionu. Jedním z míst, kde se zemědělství rozvíjí velmi silně, je Valle del Cauca, kolébka produkce cukrové třtiny v celé zemi.
Kolumbie využívá své zeměpisné polohy (má pobřeží jak u Tichém oceánu, tak u Atlantského oceánu. Kromě toho, že má velkou plochu pevniny v Amazonii) a velkou klimatickou rozmanitost, je považována za jednu ze světových mocností v zemědělství.
Kolumbie v roce 2018 vyprodukovala 36,2 milionu tun cukrové třtiny (7. největší producent na světě), 5,8 milionu tun palmového oleje (5. největší producent na světě), 3,7 milionu tun banánů (11. největší producent na světě) a 720 tisíc tun kávy (4. největší producent na světě, za Brazílií, Vietnamem a Indonésií). Přestože sousední Brazílie je největším producentem kávy na světě (3,5 milionu tun vyrobených ve stejném roce), reklama, kterou země provádí po celá desetiletí, naznačuje, že kolumbijská káva má vyšší kvalitu, což vytváří přidanou hodnotu kolumbijské kávě.  Ve stejném roce vyprodukovala Kolumbie 3,3 milionu tun rýže, 3,1 milionu tun brambor, 2,2 milionu tun manioku, 1,3 milionu tun kukuřice, 900 tisíc tun ananasu, 670 tisíc tun cibule, 527 tisíc tun rajčat, 419 tisíc tun příze, 338 tisíc tun manga, 326 tisíc tun avokáda, a samozřejmě menší produkce jiných zemědělských produktů, jako jsou pomeranče, mandarinky, citrony, papáje, fazole, mrkve, kokosy, melouny aj.
Podíl zemědělství na HDP od roku 1945 soustavně klesá rozšiřováním průmyslu a služeb. Zemědělský podíl na HDP se však v průběhu 90. let snížil poměrně méně v porovnání se zeměmi světa na podobné úrovni rozvoje, i když se podíl kávy na HDP dramaticky zvýšil. Zemědělství přesto zůstalo důležitým zdrojem zaměstnanosti a v roce 2006 poskytlo pětinu pracovních míst v Kolumbii.
Kolumbie má čtyři hlavní průmyslová centra – Bogotu, Medellín, Cali a Barranquillu. Jde o města, která se nacházejí v odlišných zeměpisných oblastech. Kolumbijská průmyslová odvětví zahrnují výrobu textilu a oděvů, zejména spodního prádla, kožených výrobků, zpracovaných potravin a nápojů, papíru a výrobků z papíru, chemikálií a petrochemických produktů, cementu, výrobků ze železa a oceli a jiných kovů. Rozmanité podnebí umožňuje pěstování nejrůznějších plodin. Všechny regiony navíc produkují lesní produkty, od tropických tvrdých dřev v teplejších oblastech, až po borovice a eukalypty v těch chladnějších.
Kakaové boby, cukrová třtina, kokosové ořechy, banány, rýže, bavlna, tabák, maniok a většina hovězího dobytka se chová nebo pěstuje v horkých oblastech do nadmořské výšky 1000 metrů. Mírné oblasti – mezi 1 000 a 2 000 metry – jsou vhodnější pro kávu, řezané květiny, kukuřici a jinou zeleninu či ovoce, jako jsou citrusy, hrušky, ananas a rajčata. Chladnější oblasti – mezi 2 000 a 3 000 metry – produkují pšenici, ječmen, brambory, zeleninu, květiny, dojnice a drůbež.

## Stavebnictví, průmysl a těžba
Podle kolumbijské stavební komory (Camacol) zaznamenala Kolumbie v posledních letech[kdy?] růst investic do výstavby. To je z velké části způsobeno projekty bezplatného bydlení, které vláda v nedávné době[kdy?] realizovala a které vedly k výstavbě přibližně 100 000 domů.
Kromě toho se stavební sektor rozrostl také díky výstavbě dálnic a přístavní infrastruktury. Stavebnictví je také součástí jednoho z nejdůležitějších typů průmyslových odvětví. Přesto je odvětví stavebnictví spolu s těžbou (Kolumbie je jednou ze zemí s největším vývozem smaragdů), dvěma z hospodářských činností, které vedly k nejvyššímu růstu.
Kolumbie má bohatou zásobu minerálů a energetických zdrojů. Má největší zásobu uhlí v Latinské Americe a v hydroelektrickém potenciálu je na druhém místě za Brazílií. Odhady zásob ropy v roce 1995 činily 3,1 miliardy barelů (490 000 000 m³). Může se chlubit také značnými zásobami niklu, zlata, stříbra, platiny a smaragdů
Nalezení ložiska 2 miliard barelů (320 000 000 m³) vysoce kvalitní ropy na polích Cusiana a Cupiagua, asi 200 kilometrů východně od Bogoty, umožnil Kolumbii, aby se od roku 1986 stala čistým vývozcem ropy. Ropovod Transandino přepravuje ropu z Orita v departementu Putumayo do tichomořského přístavu Tumaco v departementu Nariño. Celková produkce ropy v průměru dosahuje 620 tisíc barelů denně (99 000 m³/den); exportuje se asi 184 tisíc barelů denně (29 300 m³/den). Vláda Pastrany významně liberalizovala svoji politiku v oblasti ropných investic, což vedlo ke zvýšení průzkumné činnosti. Ale taková kapacita nemůže uspokojit domácí poptávku, takže některé produkty rafinace, zejména benzín, musí být dováženy. Plánována je výstavba nové rafinerie.
Produkce uhlí rapidně stoupla, a to z 22,7 milionů tun v roce 1994 na 50 milionů tun v roce 2003.  Více než 90 % uhlí je exportováno, což dělá Kolumbii šestým největším vývozcem uhlí na světě.  Nárůst těžby uhlí je následkem privatizace a demokratických institucí, které snížily daně z licencí k těžbě, aby přilákaly zahraniční investory. Tato snaha zaznamenala úspěch, ale pokud budou soukromé firmy těžit uhlí takto rychle, Kolumbie postupně ztratí více než 800 milionů dolarů v dalších 90 letech.

### Vliv těžby na životní prostředí
Těžba má zásadní dopady na životní prostředí, kdy např. oblast Guajira zažívá zrychlenou desertifikaci, úbytek půdy a zdrojů vody kvůli produkci uhlí. Těžba uhlí dopadá na celou společnost a je díky ní dnes běžný nedostatečný rozvoj oblastí bohatých na tuto surovinu. Více než 11 milionů Kolumbijců přežívá každý den s méně než jedním dolarem denně, okolo 65 % z nich žije v těžebních oblastech. V Kolumbii nechodí do školy okolo 3,5 milionu dětí a nejhorší situace je v těžebních oblastech Chocó, Bolívar a Sucre.

### Útoky v těžebním průmyslu
Kolumbie má celkem 4 350 km plynovodů a 6 134 km ropovodů. Čtyři z pěti hlavních ropovodů jsou spojeny s karibským exportním terminálem v Puerto Coveñas. Ropovody musí být často chráněny před útoky, které jsou v Kolumbii častým cílem vydírání a bombardování různými skupinami, například Národní osvobozeneckou armádou (ELN) nebo Revolučními ozbrojenými sílami Kolumbie (FARC). Jejich útoky, které se stávají průměrně každých pět let, způsobují podstatné poškození životního prostředí, často v deštných pralesích a džunglích, a také mnoho ztrát na životech.

## Produkce elektřiny
Výroba elektřiny v Kolumbii pochází hlavně z obnovitelných zdrojů energie. 69,97 % se získává z vodních elektráren. Kolumbie vlastní také malý jaderný reaktor IAN-R1, který jí darovaly Spojené státy americké a v současnosti se nachází v Bogotě. Nedávno[kdy?] bylo jeho využití znovu obnoveno poté, co byl několik let neaktivní. IAN-R1 se používá pro výzkumné účely a při výrobě neutronů, každý rok poskytuje 4 400 vzorků k analýze.
Zatímco Kolumbie má obrovský hydroelektrický potenciál, dlouhé sucho v roce 1992 si vynutilo přísné přidělování elektřiny v celé zemi až do poloviny roku 1993. Důsledky sucha na kapacitu výroby elektřiny působily a ovlivnilo je to tak, že vláda zadala výstavbu a modernizaci 10 termoelektrických elektráren. Polovina bude spalovat uhlí a polovina zemní plyn. Vláda také začala zadávat nabídky na stavbu plynovodního systému, který sahá od rozsáhlých plynových polí v zemi až k jejím hlavním populačním centrům. Plány vyžadují, aby tento projekt v polovině příštího desetiletí zpřístupnil zemní plyn milionům kolumbijských domácností.
Od roku 2004 se Kolumbie stala čistým vývozcem energie, exportuje elektřinu do Ekvádoru a rozvíjí spojení s Peru, Venezuelou a Panamou, aby mohla vyvážet také na tyto trhy. Staví se také transkaribský plynovod spojující západní Venezuelu s Panamou přes Kolumbii, a to díky spolupráci prezidentů Álvara Uribeho z Kolumbie, Martína Torrijose z Panamy a Huga Cháveze z Venezuely. Uhlí se vyváží do Turecka.

## Služby
Odvětví služeb dominuje kolumbijskému HDP, v roce 2007 mělo 58 %. V tomto sektoru také pracuje nejvíce Kolumbijců (68 %).

### Umění a hudba
Od počátku roku 2010 projevila kolumbijská vláda zájem o vývoz moderní kolumbijské kultury do světa (ta zahrnuje videohry, hudbu, filmy, televizní pořady, módu a kosmetiku) jako způsob diverzifikace ekonomiky. V hispánském světě Kolumbie zaostává za Mexikem pouze v oblasti kulturního exportu a již je regionálním lídrem v oblasti vývozu kosmetiky.

### Cestovní ruch
Cestovní ruch v Kolumbii je důležitým odvětvím hospodářství země. Kolumbie má hlavní turistické cíle jako je Cartagena, která je na seznamu světového dědictví UNESCO. Poměrně nedávno se Bogotá, hlavní město země, stala hlavním turistickým cílem Kolumbie díky zrenovovaným muzeím a zábavním zařízením. Přímý příspěvek cestovního ruchu na HDP v roce 2013 činil 1,7 %.

## Věda a technika
Kolumbie má více než 3950 výzkumných skupin v oblasti vědy a techniky. Kolumbie má vládní orgín iNNpulsa, který podporuje podnikání a inovace v zemi a poskytuje granty začínajícím podnikům. V Kolumbii byly také úspěšně spuštěny organizace jako Corporation for Biological Research (CIB) na podporu mladých lidí se zájmem o vědeckou práci. Kolumbie je sedmou z osmi latinskoamerických zemí, které mají na oběžné dráze satelity. 7. dubna 2007 byl satelit Libertad I (CubeSat) vyslán z kosmodromu Bajkonur.

## Doprava

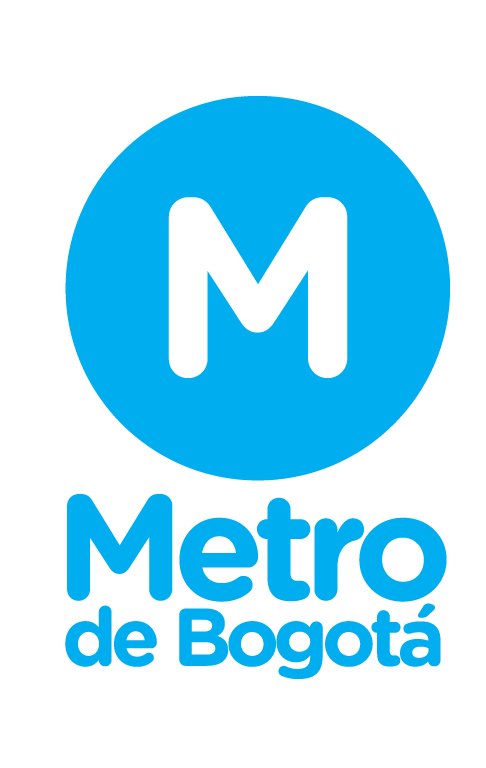
Logo Metro de Bogotá 2017

Doprava je vzhledem k Andskému pohoří, které vede od jihu země na sever, a amazonské a dariénské džungli, poměrně složitá. Tyto překážky rozvoje národních silničních sítí s mezinárodními návaznostmi se snaží řešit ministerstvo dopravy, které bylo v roce 1993 přejmenováno a přeorganizováno a snaží se plánovat a regulovat tento sektor. Hlavním způsobem dopravy zboží jsou silnice (69 %), po železnici je dopravováno 27 % zboží, 3 % po vnitrozemských vodních tocích a 1 % leteckou dopravou. Domorodé kolumbijské kmeny dříve k dopravě používaly a nadále používají vodní toky – řeky Magdalenu, Cauco, Atrato, Orinoko a Amazonku – pomocí vorů a kánoí. S příchodem Španělů se začaly k dopravě užívat koně, první povozy a budovat první cesty. Během 19. století se začaly stavět dnes zaostalé železnice a první důležité přístavy např. přístav Cartagena, Buenaventura nebo Tumaco, které dnes zahrnují 80 % překládky zahraničního nákladu.
Aby Kolumbie zvládla překonat zeměpisné bariéry, snaží se propagovat leteckou dopravu. V roce 1919 zde vznikla druhá letecká společnost na světě – Kolumbijská společnost pro leteckou navigaci (The Colombian Company of Air Navigation). Od 90. let 20. století operují na hlavních letištích hlavně soukromé firmy a za největší kolumbijské letiště, které je považováno za největší letiště pro nákladní dopravu v Latinské Americe (33. na světě), je považováno bogotské El Dorado International Airport. Na začátku roku 2000 okolo 72 % pasažérů létalo vnitrostátně a pouhých 28 % mezistátně. Celkem je v Kolumbii 984 letišť.

## Telekomunikace
Kolumbijský sektor telekomunikací se od roku 1991 velmi rozšířil, zefektivni a zlevnil. Dnešní Kolumbijské telekomunikace (Colombia Telecomunicaciones – Colombia Telecom) mají díky vzrůstající soutěživosti firem poměrně moderní infrastrukturu, hlavně ve velkých městech, která mají přístup k 8 různým podmořským kabelovým systémům a 11 satelitním stanicím. Kolumbie má také oproti zbytku Latinské Ameriky poměrně hustou telefonní a rádiovou síť, přestože je zde velký rozdíl mezi městy a venkovem. Během posledních let také dochází k nárůstu užívání internetu, kdy okolo 70 % Kolumbijců používá mobilní internet.

## Nezaměstnanost a pracovní podmínky

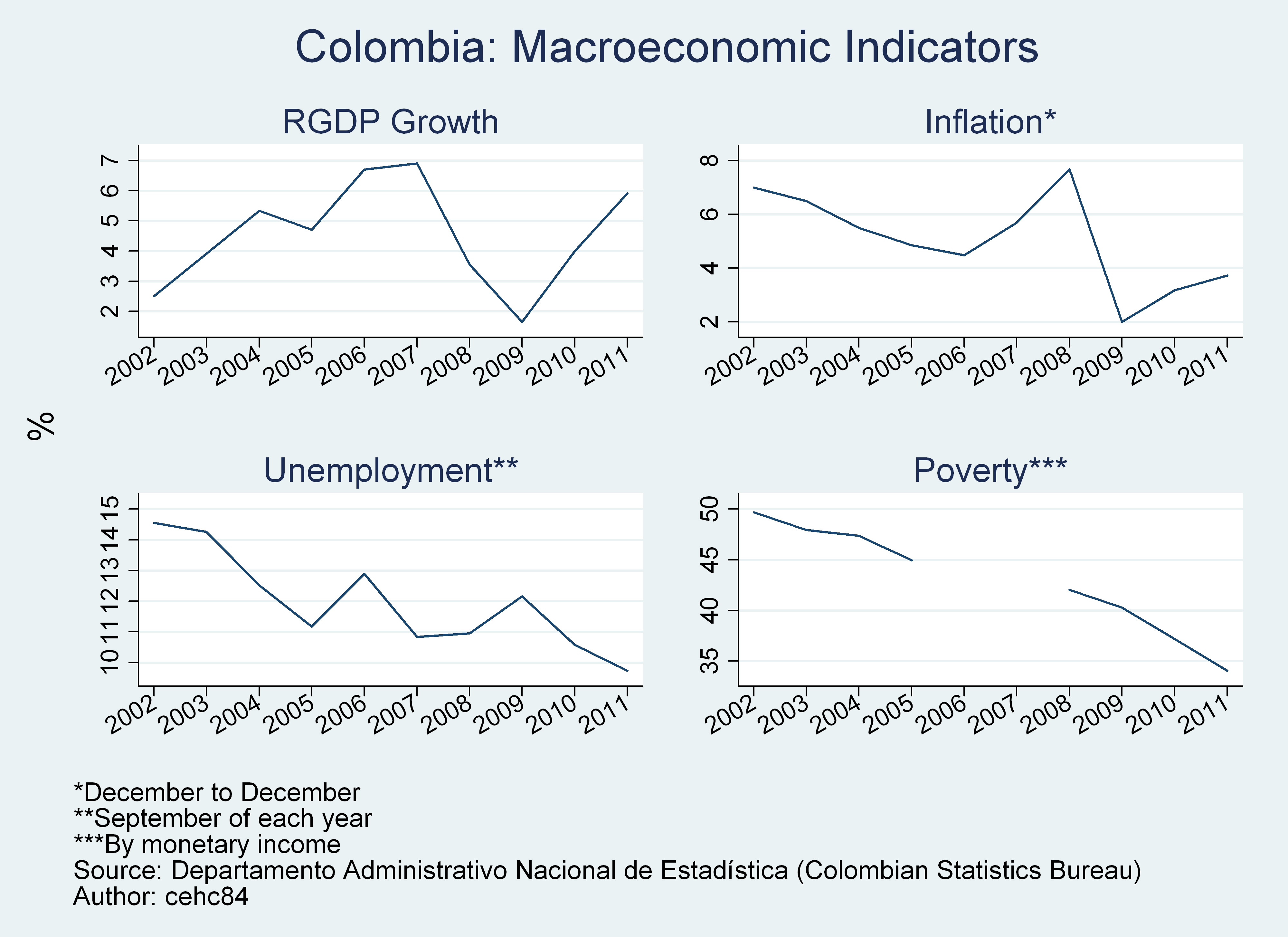
Kolumbie - vybrané makroekonomické ukazatele

### Lidská práva
Právo na práci začalo být důrazně prosazováno 8. června 2020 nově vzniklou Misión de Empleo (Pracovní misí), která začala diskutovat o reformách pracovních předpisů a podala je Kongresu. Některé tyto reformy byly požadovány už roky, zatímco jiné začaly být nutné až během pandemie covidu-19.

### Chudoba a nerovnost
V roce 2017 kolumbijské Národní správní oddělení statistiky (DANE – the National Administrative Department of Statistics) oznámilo, že 26,9 % populace žije pod hranicí chudoby a 7,4 % z nich žije v extrémní chudobě. Od velké hospodářské krize v roce 1999 však chudoba v Kolumbii postupně klesá. Podle Giniho indexu příjmové nerovnosti má Kolumbie číslo 50,8 (tedy poměrně velké). Průměrná míra nezaměstnanosti činila v roce 2017 9,4 %. Největším problémem kolumbijského pracovního trhu jsou dnes neoficiální zaměstnanci, jelikož jejich platy nerostou tolik a stát o nich nemá přehled. V Kolumbii je dnes přes 98 % gramotných obyvatel, problémem však je, že okolo 3,4 % dětí pod 5 let trpí podvýživou.

## Zahraniční investice
V roce 1990 se kolumbijská vláda pokusila přilákat zahraniční investory a podpořit domácí produkci pomocí Mezinárodního měnového fondu. Vytvořila experiment, známý jako La Apertura – otevřenou obchodní strategii. Analýza výsledků experimentu není jasná, ale zemědělský sektor byl takto velmi ovlivněn. V roce 1991 a 1992 schválila vláda zákony, které měly podpořit prakticky všechny sektory ekonomiky kromě obrany, likvidace nebezpečných odpadů a prodeje nemovitostí (mělo se zabránit praní peněz). Dále také vytvořila jakýsi převaděč (Converter), který má pomáhat cizincům s investicemi v Kolumbii. Zahraniční investice byly v roce 1999 4,4 miliardy dolarů a jsou investovány hlavně do ropných a uhelných polí na severu země a do licencí na telekomunikační služby. Hlavním obchodním partnerem jsou pro Kolumbii Spojené státy americké a Kolumbie je největším importním partnerem pro ostrov Aruba (39,4 %).

### Kolumbie a Světová banka
Kolumbie má se Světovou bankou dlouhodobé kontakty, kdy v roce 1946 země podepsala souhlas již s jejím předchůdcem – Mezinárodní bankou pro obnovu a rozvoj (IBRD) a postupně s dalšími ze skupin Světové banky (IDA, IFC, MIGA, ICSID). Kolumbie je pro banku strategickým partnerem, zvláště když se rozhodla, že bude pomáhat rozvoji chudších zemí. Došlo tak k implementaci mnoha projektů (přes 280), z nichž 20 dnes[kdy?] probíhá a to hlavně v sektorech vládní pomoci a sociálního systému. Cílem Světové banky je snížit počet populace, žijící v extrémní chudobě, a posílit příjem nejchudších vrstev populace. V případě Kolumbie se toto podařilo, byť se zde stále nachází jedny z největších nerovností v Jižní Americe. Většina projektů realizovaných v Kolumbii se týkala vzdělávání, hlavně přístupu ke kvalitnímu vzdělání a ke studiu na vysokých školách (např. finanční pomocí). Banka také pomohla při konstrukci největšího kolumbijského projektu, týkajícího se dopravy – bogotského metra.
Kromě Světové banky existuje v Kolumbii také WWB Colombia, což je mikrofinanční organizace, založená v roce 1980 skupinou podnikatelů. Byla první institucí zajišťující mikropůjčky v zemi a zůstává jednou z nejdůležitějších. Spolupracuje s Kolumbijskou burzou (BVC).

## Daňový systém v Kolumbii
Daně jsou v Kolumbii určeny Kongresem a každá městská rada a shromáždění odborů si určuje, které z nich aplikuje a s jakou sazbou. Tento systém země používá díky Španělskému impériu, které zavedlo takto rozptýlenou daňovou politiku a také silně spoléhalo na cla. Celostátní daně spravuje Národní ředitelství pro daně a cla (Dirección de Impuestos y Aduanas Nacionales, DIAN).
Některými z nich je například Daň z přidané hodnoty (19 % (s výjimkami)), která je hlavní nepřímou daní v Kolumbii. Tato daň odlišuje dvě kategorie (regimenes), kdy bohatší podniky jsou označeny za běžné a chudší za zjednodušené. Přestože pro obě kategorie platí stejná procenta daní, chudší poplatníci nemusí vytvářet faktury a nemusí pro DPH vést oddělené účetnictví.
Kromě DPH platí Kolumbijci 0,4 % jako daň ze všech finančních transakcí a také dědickou daň 1 % z dědictví, tu však platí každoročně pouze lidé, kteří mají dědictví odhadované na více než 5 bilionů pesos (okolo 1 milionu USD).
Dále platí Kolumbijci (a cizinci, kteří žijí v Kolumbii déle než 183 dní) daň z příjmu, její sazba je určena progresivně na základě systému, který vyhodnocuje příjmy podle jednotek UVT (Unidad de Valor Tributario), kdy v roce 2018 je 1 UVT = 33 USD (jednotka daňové hodnoty se aktualizuje každý rok). Prohlášení o příjmech musí poté v některých případech fyzické osoby předložit u některých úkonů. Daň z příjmu (Impuesto a la renta y complementarios) platí i právnické osoby fungující v Kolumbii, zahraniční i domácí, a platí daň 30 %.
Kromě všech těchto daní odvádí také Kolumbijci daně ze mzdy, zdravotní a sociální pojištění, samotní zaměstnavatelé poté odvádí ještě pojištění na dovolenou, na pracovní rizika, ICFB (Instituto Colombiano de Bienestar Familiar – příspěvek na institut péče o rodinu), CAJA (Cajas de compensación familiar – fondy rodinné kompenzace) a daň ze SENA – (National Occupational Training Service – Národní služby odborného vzdělávání).
Nakonec městské rady skrze dohody (Acuerdos) vytváří také lokální daně (mezi 0,2–1 %), mezi které se počítají např. daně z reklam (Impuesto de avisos y tableros) a služeb, daně z nemovitostí (Impuesto predial) a průmyslové činnosti. Dále daně z výher v loterii, daně z piva a tvrdého alkoholu, cigaret, benzínu, aut, jatek a registrace patentů.